# Ove Svidén
Ove Svidén, född 10 mars 1937 i Bromma församling i Stockholm, död 28 december 2020 i Västerleds distrikt i Stockholm, var en svensk civilingenjör, trafikforskare och debattör.
Svidén uppmärksammades 2022 postumt då uttalanden och inspelade intervjuer återanvändes i den så kallade LVU-kampanjen som hävdade att svenska myndigheter kidnappar muslimska barn.

## Biografi
Svidén tog i början av 1960-talet civilingenjörsexamen med inriktning flygteknik.

### Verksamhet som trafikforskare
Under 1980-talet genomförde han doktorandstudier på deltid vid Linköpings universitet inom programmet "Future of the Automobile". Han medverkade bland annat i slutet av 1980-talet i utredningsrapporter för trafikpolitiska beslut. Rapporten Sveriges framtida transporter, som var ett av underlagen för Regeringens proposition 1987/88:50 om trafikpolitiken inför 1990-talet, förutspådde en betydande ökning av bilism och kritiserades för detta av bland annat Karl Erik Lagerlöf för "naiv utvecklingstro" och "okunnighet i ekologiska frågor", och Lars-Erik Sjöberg som efterlyste en "kultivering av bilsamhället".
Svidén disputerade 1989 med en avhandling om framtagning av scenarios för långsiktig planering av trafik- och energisystem, och publicerade under 1990-talet flera tekniska artiklar om möjligheter att göra biltrafik säkrare och effektivare genom samverkan med informationsteknik. Han var även en tid engagerad i EU-projektet SECFO, (System Engineering and Consensuis Formation Office), ett delprojekt inom EU-programmet DRIVE, Dedicated Road Infrastructure for Vehicle Safety in Europe.
Svidéns publicering har (2022) enligt Google Scholar drygt 350 citeringar och ett h-index på 8.

### Politiskt engagemang
Inför Eu- och riksdagsvalet 1994 gav Svidén ut boken Enhet : nya tiden, nya människan, nya politiken, och framträdde som representant för partiet Enhet som bildades 1990.
Vid riksdagsvalen 2006 och 2010 var Svidén uppsatt på Stockholmscenterns riksdagslista.

### Konspirationsteorier och uteslutning
I maj 2010 uppmärksammade SvT Rapport Svidéns hemsida med rader av konspirationsteorier, bland annat om att finansfamiljer skulle ligga bakom Estoniakatastrofen och mordet på Anna Lindh, och att judar legat bakom terrorattentatet den 11 september 2001 och Förintelsen. Uppgifterna ledde till att Centerpartiet stoppade tryckningen av sina valsedlar och senare uteslöt Svidén.

### Bok om "Lönsam kommunal människohandel"
Enligt egen utsago kom Svidén 1997 att möta en familjehemsplacerad tonåring, vars placering enligt Svidén var obefogad och dessutom gav personen som drev familjehemmet stora ekonomiska fördelar. Svidén engagerade sig senare i ytterligare LVU-fall och menade sig se ett mönster av missförhållanden som han beskrev som en "Lönsam Människohandel". Han angav i början av 2007 att han delgivit sina slutsatser till Rikspolisstyrelsen, Konstitutionsutskottet, JO, Åklagarmyndigheten samt representanter i kommun och socialtjänst.
Han publicerade senare sina observationer och slutsatser i boken LVU: lönsam kommunal människohandel (2013) som även översatts till engelska. I boken beskrivs LVU-lagen som en "vacker fasad" bakom vilken "kidnappade barn utnyttjas som handelsvara i kommunernas lönsamma människohandel".

### Kampanjen "kidnappning av muslimska barn" 2022
Svidéns namn, uttalanden och inspelade intervjuer har postumt återanvänts i början av 2022 i den så kallade LVU-kampanjen på olika språk i sociala medier med påståenden om att svenska myndigheter kidnappar muslimska barn.